# Wilhem Heinrich Kramer
Wilhem Heinrich Kramer est un médecin et un naturaliste allemand, né en 1724 à Dresde (Allemagne) et mort le 13 octobre 1765 à Bruck an der Leitha (Basse-Autriche).

## Biographie
Il étudie à Vienne (Autriche) puis pratique la médecine à Bruck, près de la capitale, pendant au moins quatorze ans.
Il publie en 1756 un ouvrage intitulé Elenchus Vegetabilium et Animalium per Austriam inferiorem Observatorum, une flore et une faune de Basse Autriche mais surtout un des premiers travaux à adopter la nomenclature binomiale de Carl von Linné (1707-1778). Dans ce livre, Kramer crée le mot pratincola pour la Glaréole qui sera adapté en anglais à la suite des travaux de Thomas Pennant (1726-1798) en 1773.
C’est probablement à lui qu’est dédié par Giovanni Antonio Scopoli (1723-1788) la perruche de Kramer (ou perruche à collier) Psittacus krameri (aujourd'hui Psittacula krameri) en 1769.

## Source
- Pierre Cabard et Bernard Chauvet (2003). L’Étymologie des noms d’oiseaux, Belin (Paris), collection Éveil nature : 590 p.  (ISBN 2-7011-3783-7)

Kramer est l’abréviation botanique standard de Wilhem Heinrich Kramer.
Consulter la liste des abréviations d'auteur en botanique ou la liste des plantes assignées à cet auteur par l'IPNI, la liste des champignons assignés par MycoBank, la liste des algues assignées par l'AlgaeBase et la liste des fossiles assignés à cet auteur par l'IFPNI.